# Свјетско првенство у бејзболу 2017.
Првенство коло 2017 World Baseball Classic одржано је у Доџер стадијуму у Лос Анђелесу, Калифорнија, од 20. до 22. марта 2017. Првентвено коло је било једно-елиминациони тирнир.
Порторико и Холандија су играли полуфинале 20. марта, док  су Сједињене америчке Државе и Јапан одиграли полуфинале 21.марта. Порторико и САД су прошли у завршну утакмицу првенства.  САД је победио Порторико, и освојио титулу. Маркус Строман је именован највреднијим играчем турнира.

## Носач
| EW   | Група Е Победник         |
| ER   | Другопласирани у групи Е |
| FW   | Победник групе F         |
| FR   | Другопласирани у групи F |
| SF1W | Победник 1.полуфинала    |
| SF2W | Победник 2.полуфинала    |